# 낙생초등학교
낙생초등학교는 대한민국 경기도 성남시 분당구 판교동에 있는 공립 초등학교이다.

## 연혁
- 1922년 5월 1일 광주군 판교공립보통학교(4년제) 개교(판교동 186)
- 1938년 4월 1일 낙생공립심상소학교로 개명
- 1940년 4월 1일 6년제로 개편
- 1941년 4월 1일 낙생공립국민학교로 개명
- 1981년 2월 18일 병설유치원 개원
- 1996년 3월 1일 낙생초등학교로 개명
- 2006년 9월 1일 휴교(판교신도시 개발로 인해)
- 2009년 3월 2일 2009학년도 개학식 (6학급 편성) 및 재입교제 행사
- 2011년 11월 7일 운동장 스탠드 차광막 설치
- 2012년 4월 2일 학교농장조성(경기도농림진흥재단)
- 2012년 10월 20일 도서관 생각뜰 리모델링
- 2013년 3월 29일 이순기방송국 개국
- 2014년 3월 1일 영재학급 운영
- 2014년 3월 1학급 돌봄교실 1학급 편성
- 2014년 3월 24일 학급재편성 (27학급>30학급)
- 2014년 9월 1일 영어독서프로그램 운영
- 2014년 12월 18일 '제2회 작은 소리 큰 울림’
- 2014년 12월 19,20일 「책 만드는 아이들」 출판 기념 전시회
- 2016년 2월 12일 제 86회 졸업식(112명) 총 7592명
- 2016년 3월 2일 시업식(33학급)
- 2016년 3월 1일 제 24대 최광규 교장 취임
- 2017년 3월 2일 35학급 개설
- 2019년 3월 1일 제 25대 김영옥 교장 취임
- 2022년 5월 1일 개교 100주년 맞이